# Плотина Убол Ратана
Плотина Убол Ратана — крупное гидротехническое сооружение, многоцелевая плотина, расположенная в районе Тамбон Хок Сена, примерно в 50 км. к северу от Кхонкэн, провинции Кхонкэн, Таиланд. Плотина Убол Ратана была первой гидроэлектростанцией в Таиланде в северо-восточной части региона Исан. Дамба плотины аккумулирует воды реки Нам Фонг, которая впадает в реку Чи, а оттуда в реку Мун Ривер, впадающую, в свою очередь, в реку Меконг. Плотина получила свое нынешнее название в 1966 году в честь принцессы Убол Ратана, которая была старшим ребенком короля Пумипона Адульядета.

## Описание
Плотины Убол Ратана представляет собой сооружение многоцелевого назначения: для производства электроэнергии, ирригации сельскохозяйственных земель, борьбы с наводнениями, для развития рыболовства и как туристический комплекс. Тип плотины — каменно-набросная, построена в 1964 году. Длина плотины составляет 885 метров, ширина — 32 метра. Площадь водосборного бассейна — 12 104 кв. километра. Бассейн плотины имеет максимальную емкость в 2 263 000 м³.
Эксплуатацией плотины занимается энергетическое ведомство Таиланда (ГУЭТ).
При строительстве плотины из затопляемых земель было выселено тридцать тысяч человек. Затопление вылилось в резкое сокращение лесных площадей на водосборах и увеличением эрозии почвы.
В целях ее безопасности для населения, а также для лучшей защиты от наводнений, в 1984 году плотина была реконструирована.

## Электростанция
Электростанции имеет три турбины, каждая с установленной мощностью в 8400 кВт. Гидроэлектростанция вырабатывает 57 ГВт электроэнергии в год. Эксплуатация турбин началась поочерёдно: 4 февраля 1966 года, 14 марта 1969 года и 12 июня 1968 года.

## История
В апреле 2016 года пересох водосборный бассейн плотины, отчего возникла нехватка воды для орошения окрестных земель, выработки электроэнергии.
Плотина Убол-Ратана является первой из нескольких королевских плотин в Таиланде. Другие королевские плотины:
- Плотина Бхумибол: открыта в 1964 году, на реке Пинг. Емкость водосбора: 13 462 000 000 куб. м.;
- Плотина Сириндорн: открыта в 1971 году на северо-востоке страны, на реке Лам Дом Ной. Емкость: 1 966 000 000 куб. м.;
- Плотина Чулабхорн плотины: открыта в 1972 году на северо-востоке страны, на реке Фонг. Емкость: 165 000 000 куб. м.;
- Плотина Сирикит: открыта в 1974 году на севере Таиланда, на реке Нэн. Емкость: 9 510 000000 м³;.
- Плотина Сринагаринд: открыта в 1980 году на западе страны, на реке Квай Яй. Емкость: 17 745 000 000 куб. м.;
- Плотина Вачиралонгкорн: открыта в 1984 году на западе Таиланда, на реке Квай Ной. Емкость: 8 100000 куб. м.

По данным института Гидро и Агро информатики (Hydro and Agro Informatics Institute), по состоянию на 3 апреля 2016 год, шестнадцать Тайский плотин находятся на критически низком уровне по количеству запасенной воды в водохранилищах. Водосбор от нормы в других королевских плотинах: плотина Бхумибол — 4 процента, плотина Сириндорн — 10 процентов, плотина Шринагаринд — 11 процентов, плотина Сирикит — 12 процентов, плотина Чулабхорн — 13 процентов, а плотина Ваджиралонгкорн — 14 процентов.

## Внешние ссылки
- CGIAR Challenge Program on Water and Food-Mekong. Архивировано из оригинала 28 апреля 2012 года.
- Thailand National Mekong Committee
- Electricity Generating Authority of Thailand Архивная копия от 26 января 2018 на Wayback Machine
- Mekong Program on Water, Environment and Resilience Архивная копия от 25 июля 2021 на Wayback Machine
- Mekong River Commission Архивная копия от 10 марта 2011 на Wayback Machine